# Syndroom van Muckle-Wells
Het syndroom van Muckle-Wells (MWS) wordt ook wel urticaria - doofheid - amyloidose (UDA) genoemd. Het is een zeldzame, erfelijke ziekte met een autosomaal dominant overervingspatroon. Patiënten met MWS lijden aan episodes met koorts, urticaria (netelroos) en pijnlijke gewrichten. Het wordt daarom beschouwd als een van de syndromen met periodieke koorts. De aandoening MWS is verwant met erfelijke-koude-urticaria en neonatal-onset multisystem inflammatory disease. Deze drie aandoeningen worden namelijk alle veroorzaakt door mutaties in hetzelfde gen (op chromosoom 1 band q44: NLRP3 (vroeger ook wel CIAS1 genoemd). Dit gen codeert voor het eiwit cryopyrine.
Het eiwit cryopyrine is mede verantwoordelijk voor de reactie van het lichaam op beschadiging of infectie. Bepaalde afweercellen, namelijk macrofagen produceren dan interleukine 1ß. Als interleukine 1ß bindt aan receptoren op andere immuuncellen, ontstaan symptomen als koorts, artritis (gewrichtsontsteking) en malaise. In het geval van MWS is er sprake van te veel activiteit van cryopyrine. Daardoor wordt te veel interleukine 1ß aangemaakt, en de symptomen die daarvan het gevolg zijn. De toestand van chronische ontsteking kan na verloop van jaren leiden tot doofheid. Door de chronische ontsteking ontstaat in de nieren afzetting van bepaalde eiwitten; deze afzetting wordt amyloïdose genoemd.
Het medicijn anakinra, een interleukine 1 receptor antagonist kan allerlei symptomen tegengaan, en ook gehoorsverlies verbeteren.
MWS werd in 1962 voor het eerst beschreven door Thomas James Muckle en Michael Vernon Wells.